# Sainte-Sabine (Côte-d'Or)
Sainte-Sabine is een gemeente in het Franse departement Côte-d'Or (regio Bourgogne-Franche-Comté) en telt 172 inwoners (1999). De plaats maakt deel uit van het arrondissement Beaune.

## Geografie
De oppervlakte van Sainte-Sabine bedraagt 8,3 km², de bevolkingsdichtheid is 20,7 inwoners per km².
De onderstaande kaart toont de ligging van Sainte-Sabine (Côte-d'Or) met de belangrijkste infrastructuur en aangrenzende gemeenten.

## Demografie
Onderstaande figuur toont het verloop van het inwonertal (bron: INSEE-tellingen).